# Бургоа, Валентин
Валентин Альберто Бургоа (исп. Valentín Alberto Burgoa; родился 8 января 2000, Гуаймальен, Аргентина) — аргентинский футболист, полузащитник клуба «Годой-Крус», выступающий на правах аренды за «Уракан».

## Клубная карьера
Бургоа — воспитанник клуба «Годой-Крус». 13 мая 2018 года в матче против «Тигре» он дебютировал в аргентинской Примере. 20 октября в поединке против «Альдосиви» Валентин забил свой первый гол за «Годой-Крус».